# Keijenborg

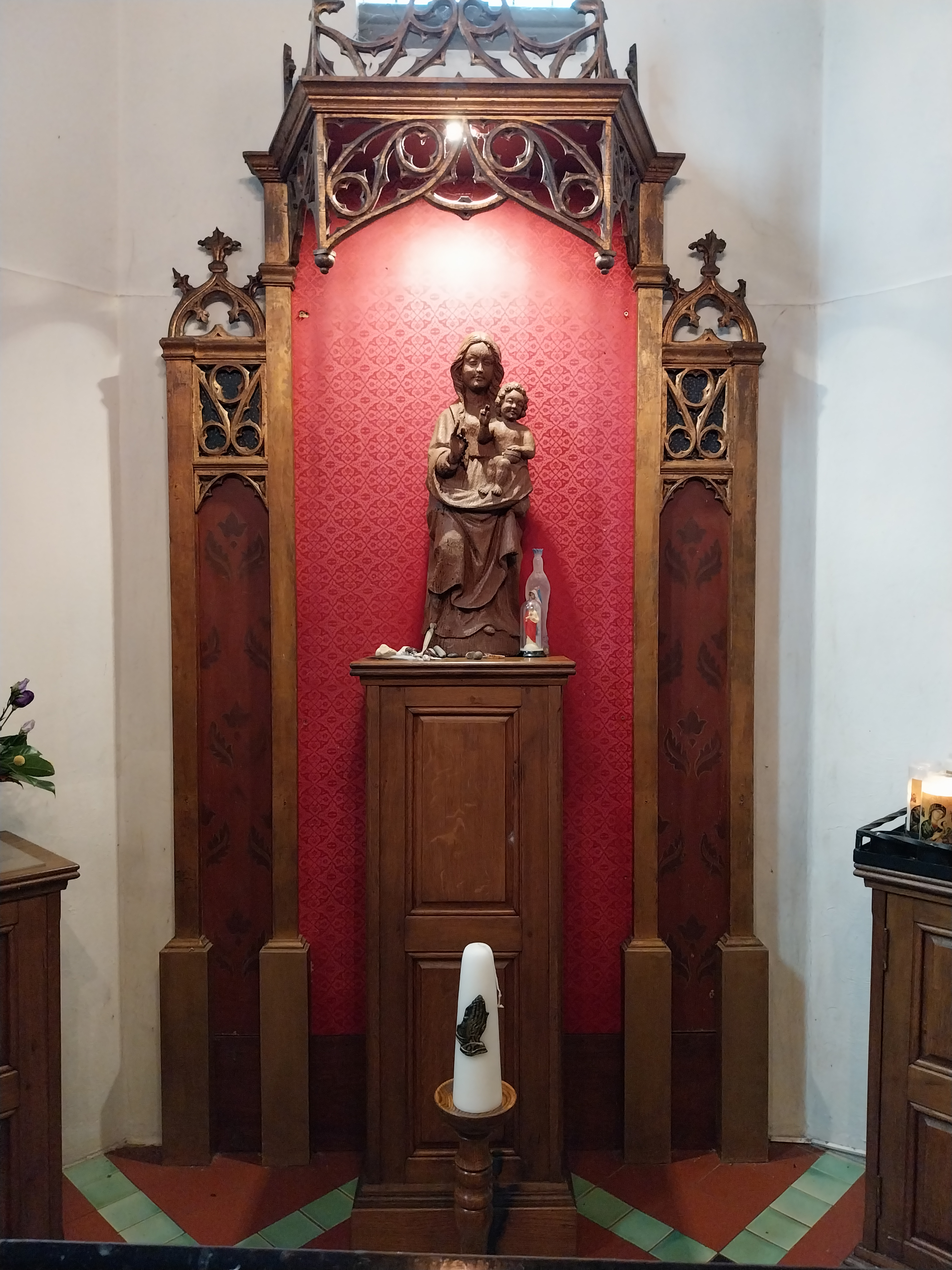
Mariakapel in de Johannes de Doperkerk Keijenborg.

Keijenborg (Nedersaksisch: keijdarp) is een dorp in de gemeente Bronckhorst in de Achterhoek, in de Nederlandse provincie Gelderland. Voor de gemeentelijke herindeling in 2005 behoorde Keijenborg tot de gemeente Hengelo.
Keijenborg ligt even westelijk van de doorgaande weg tussen Doetinchem en Zutphen. Anno 2023 bevat het dorp 1.530 inwoners inclusief de buitengebieden.

## Oorsprong
Keijenborg is ontstaan in de landstreek 't Gooy dat in de Middeleeuwen bezit was van de hertogen van Gelre. Na de middeleeuwen vormde zich de gelijknamige agrarische buurtschap Gooi met slechts enkele verspreid liggende bebouwingen. Dit besloeg het gebied van de huidige buurtschappen Gooi en Bekveld, en de voormalige gemeenten Hengelo en Zelhem. Bij de voormalige havezate Cijbergen heeft een huiskapel gestaan, waarschijnlijk gebouwd in 1531. De kapel was de eerste verzamelplaats voor de Gooise gelovigen. Af en toe werd er door de Zelhemse pastoor een mis gelezen.
In 1650 wordt in het verpondingskohier van het Landdrostambt Zutphen melding gemaakt van een brouwerij, huis en hof, den Keijenborg met als eigenaar Elsken Keijenbarg. Dit is het huidige Huis Booltink.
In 1710 werd er tegenover den Keijenborg een schuurkerk gebouwd. In 1843 is tussen het huis en de schuurkerk een Waterstaatskerk gebouwd, die in 1932 vervangen is voor de huidige Johannes de Doperkerk.
In de tweede helft van de negentiende eeuw werd de kunstweg Hummelo-Enschede aangelegd waardoor Keijenborg centraal kwam te liggen aan de hoofdroute van de Achterhoek. In de eerste helft van de twintigste eeuw ontstond naast de verspreide bebouwing een geclusterde bebouwing rond het Booltinkhuis en de kerk. Vanaf 1938 wordt Keijenborg als zelfstandig dorp genoemd. Het is naar Nederlandse maatstaven een vrij jong dorp.

## Huis Booltink

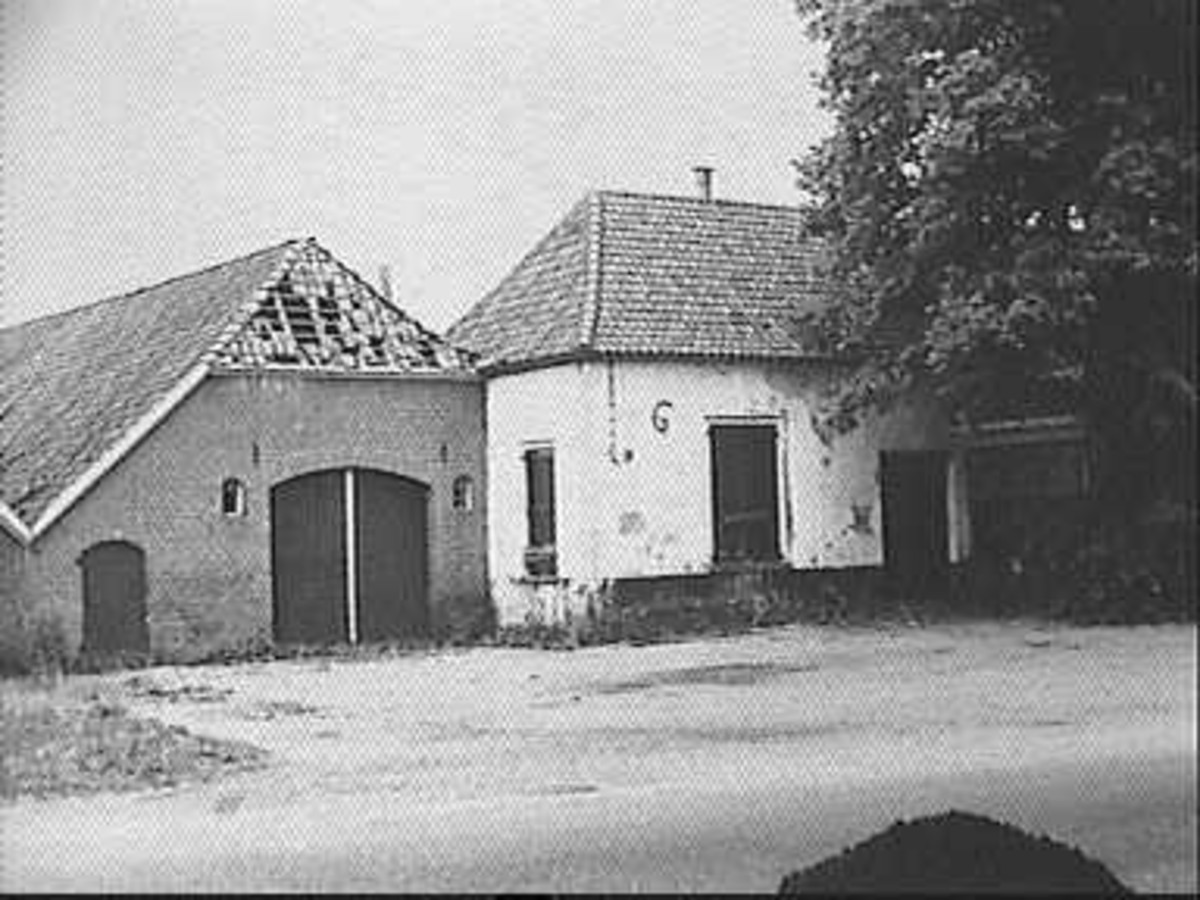
Huis Booltink 1980

De voorloper van het huidige Booltinkhuis, den Keijenborg wordt voor het eerst genoemd in 1650. Het hoofdgebouw was in de zestiende eeuw als een eikenhouten vakwerkconstructie opgetrokken op een stenen voet. De muurankers geven aan dat het in 1752 versteend is. In 1952 is aan de voorkant een serre gebouwd die in de jaren tachtig bij de restauratie gesloopt is.
Omstreeks 1830 was Booltink in het bezit van het Zeeuwse geslacht Steengracht van Oostcapelle. Vanaf het midden van de negentiende eeuw werd het bewoond door de familie Booltink die het als boerderij, annex café grutterswinkel tot 1976 in gebruik had. Aan deze familie dankt het huis zijn naam. In 1978 werd het Booltinkcomplex eigendom van de gemeente Hengelo die het gehele complex wilde slopen.
In 1982 verkocht de gemeente het aan een aannemersbedrijf met de restauratieplicht van het hoofdgebouw, waarbij twee woningen gerealiseerd dienden te worden. Verder moesten de aanliggende schuren gesloopt worden en twee nieuwbouwwoningen in 'aangepaste stijl' gebouwd worden. De vier woningen zijn particulier bezit.
Het Booltinkcomplex is het oudste historisch erfgoed van Keijenborg. Het is nooit geregistreerd als rijks- of gemeentelijk monument. Rond 1980 heeft de Werkgroep Booltink vier jaar lang actie gevoerd voor het behoud.

## Cultuur
De jaarlijkse kermis met optocht in Keijenborg vindt plaats rond de 24e juni. Dat is de patroonsdag van Johannes de Doper. Het Schuttersgilde Sint Jan, dat in 1853 werd opgericht, verzorgt de organisatie van de kermis. Verder wordt sinds 2014 jaarlijks in het Pinksterweekend het Achterhoeks Beach Festival georganiseerd. Naast een groot beachvolleybaltoernooi zijn er optredens van dj's en een band.
In 1917 werd voetbalclub SV Keijenburgse Boys opgericht. De vereniging speelt op Sportpark Keijenburgse Boys, aan de noordzijde van het dorp.

## Zie ook

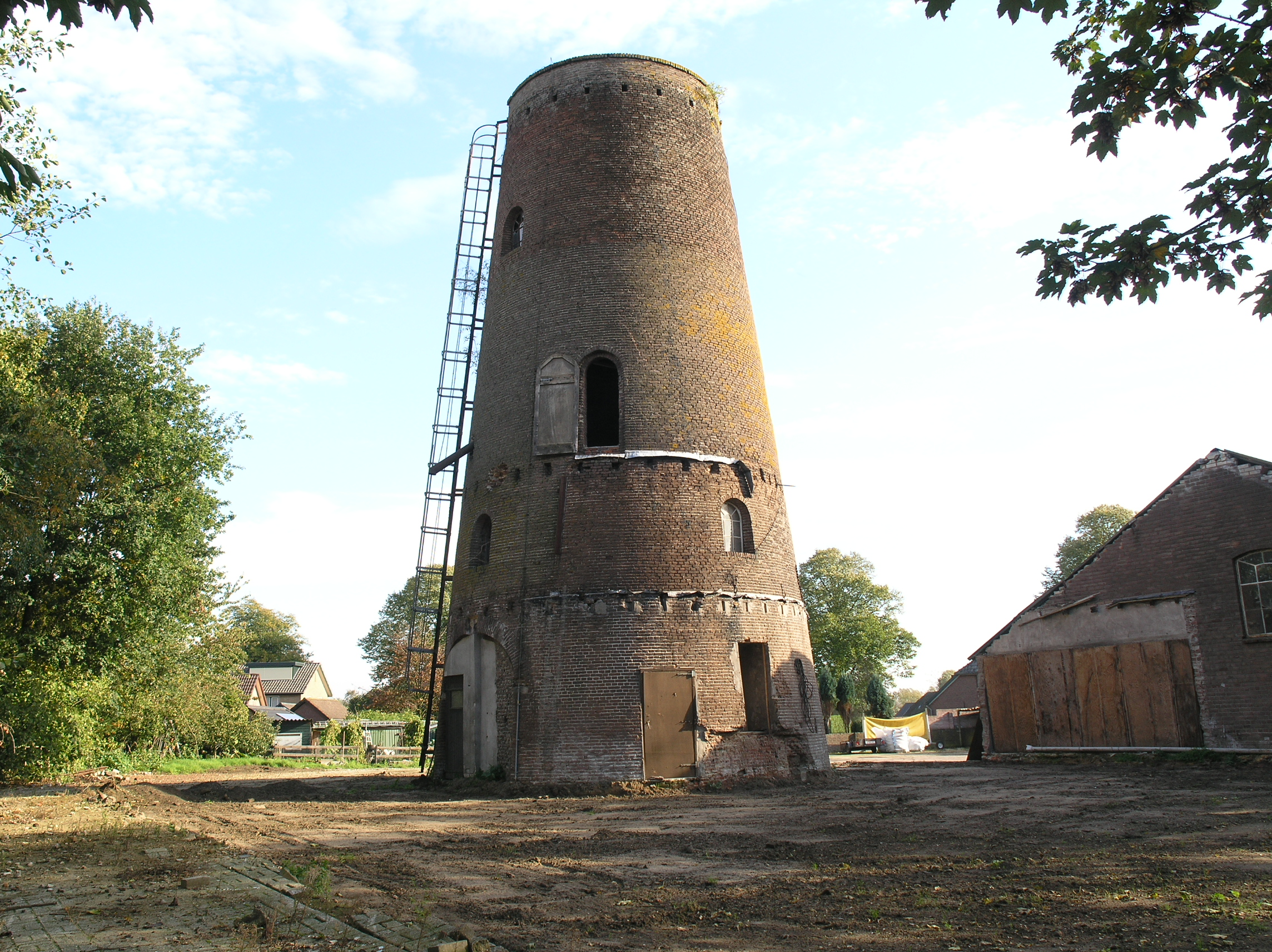
De romp van molen De Hoop is een rijksmonument.

## Geboren
- Jozef Wissink (1947), theoloog
- Jordy Rondeel (1994), voetballer